# Opérateur de réseau mobile
 (février 2022).
Un opérateur de réseau mobile, opérateur de téléphonie mobile ou opérateur téléphonique mobile est une compagnie de télécommunication qui propose des services de téléphonie mobile ou d’accès mobile à Internet. L'opérateur fournit une carte SIM au client qui l'insère dans son téléphone mobile ou sa tablette tactile pour avoir accès au réseau cellulaire de l’opérateur (normes: GSM, CDMA, UMTS, WiMAX ou LTE).
L’opérateur de réseau mobile est également chargé, du marketing, de la commercialisation, de la facturation et de l'assistance à sa clientèle ; toutefois, un opérateur peut externaliser n'importe laquelle de ces fonctions et être encore considéré comme un opérateur de réseau mobile.
La téléphonie mobile est structurée autour de deux types d'opérateurs de réseau mobile : les opérateurs classiques (aussi appelés MNO) possédant leur propre réseau mobile, et les opérateurs de réseau mobile virtuels (aussi appelés MVNO) qui utilisent le réseau des opérateurs classiques.  

## Opérateurs de téléphonie mobile en France
Par exemple en France, on compte : 
- quatre opérateurs classiques : Orange, SFR, Bouygues Telecom, et Free mobile ;
- une quarantaine[Quand ?] d'opérateurs de réseau mobile virtuels ;

Les opérateurs virtuels utilisent « en itinérance » le réseau d’un des opérateurs qui disposent d’un réseau physique et de fréquences hertziennes attribuées par l'autorité du pays (en France par l'ARCEP, voir par exemple « LTE, fréquences utilisées » pour les fréquences attribuées en France pour les réseaux 4G LTE). 
Le choix de l’opérateur de rattachement des MVNO peut changer en fonction des accords commerciaux entre les sociétés concernées. Chaque opérateur, classique ou virtuel peut commercialiser des offres sous une ou plusieurs marques.

## Opérateurs de téléphonie mobile dans le monde
Les principaux opérateurs de téléphonie au monde en termes de revenus sont en 2012 China Mobile, Vodafone, Verizon  Wireless et SoftBank après son acquisition de Sprint Nextel.
Sur les mêmes principes qu’en France, on trouve dans la plupart des pays du monde à la fois des opérateurs traditionnels possédant leur propre réseau et des MVNO. Les réseaux de ces opérateurs sont identifiés par les codes MCC+MNC normalisés et définis par le standard UIT E.212. L'UIT attribue des codes MCC ( Mobile Country Code) aux différents pays demandeurs et publie régulièrement la liste des MCC et MNC valides.
C’est cette communauté des standards qui permet le roaming international ; c'est-à-dire qu'un téléphone GSM, UMTS ou LTE peut identifier partout dans le monde, grâce à leur code MCC+MNC, les antennes relais des réseaux mobiles avec lesquels son opérateur de rattachement a signé des accords commerciaux. De façon symétrique, les BTS ou Node B des opérateurs, situés derrière les antennes relais, peuvent identifier les téléphones mobiles présents dans les cellules radio grâce aux codes MCC+MNC intégrés à leur carte SIM (premiers chiffres du n° IMSI).
Une liste des principaux opérateurs mobiles mondiaux peut être trouvée sur les pages : Couverture GSM dans le monde (opérateurs compatibles avec les normes 3GPP) et Liste des opérateurs de réseau mobile dans le monde (classée par continent).